# سی بمل

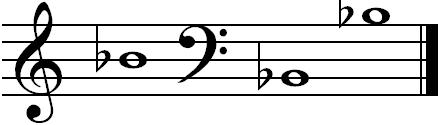
نت سی بمل

سی بمل (انگلیسی: B-flat) با مخفف (♭B) یک نت از نت‌های موسیقی است که نیم پرده دیاتونیک بالاتر از «لا» و نیم پرده کروماتیک پایین‌تر از «سی» صدا می‌دهد. «سی بمل» نت مترادف «لا دیز» محسوب می‌شود. یک «سی بمل» وسط یا (۴♭B) بر اساس زیروبمی، فرکانسی معادل (۴۶۶٫۱۶۴ هرتز) را داراست.

## گام
گام‌ها بر پایه نت «سی بمل» عبارتند از:
- سی بمل ماژور: سی بمل، دو، ر، می بمل، فا، سل، لا، سی بمل.
- سی بمل مینور تئوریک: سی بمل، دو، ر بمل، می بمل، فا، سل بمل، لا بمل، سی بمل
- سی بمل مینور هارمونیک: سی بمل، دو، ر بمل، می بمل، فا، سل بمل، لا، سی بمل
- سی بمل مینور ملودیک بالا رونده: سی بمل، دو، ر بمل، می بمل، فا، سل، لا، سی بمل
- سی بمل مینور ملودیک پائین رونده: سی بمل، لا بمل، سل بمل، فا، می بمل، ر بمل، دو، سی بمل.